# John Clayton (Geistlicher)
John Clayton (* 1657 in Dublin, Königreich Irland; † 23. September 1725 ebenda) war ein britischer Geistlicher, Geograph und Naturforscher.

## Leben

Titelseite der Veröffentlichung mit Claytons Briefen aus Virginia

John Clayton (zur Unterscheidung von anderen Personen dieses Namens meist als „Reverend John Clayton“ bezeichnet) war der Sohn von Richard Clayton aus Preston, Lancaster County, England. Er wurde von 1674 bis etwa 1678 in St. Alban Hall und im Merton College, Oxford auf seine theologische Laufbahn vorbereitet. Vom April 1684 bis zum Mai 1686 unternahm er im Auftrag der anglikanischen Kirche eine Reise nach Virginia, Nordamerika, während der er geografische und ethnologische Beobachtungen sammelte. Er berichtete darüber in mehreren Briefen an Robert Boyle, der wie er selbst Mitglied der Royal Society war. Claytons Beschreibungen sind aus heutiger Sicht wichtige Quellen zur nordamerikanischen Kolonialgeschichte.
1687 wurde er Rector (Kirchenvorstand) von Crofton bei Wakefield, West Yorkshire. 1689 war er Domherr von St. Michan’s in Dublin und von 1708 bis zu seinem Tod im Jahr 1725 bekleidete er das Amt des Dekans der Cathedral Church of Kildare, Irland. Sein Sohn, Robert Clayton, war Bischof von Cork und Clogher.
Reverend Clayton gilt als einer der Entdecker des Erdgases. Schon früher hatten Bergarbeiter ausströmende Gase in der Nähe von Kohlegruben wahrgenommen. Bei Wigan, Lancashire untersuchte Clayton 1684 einen Graben, aus dem unter Blasenbildung brennbare Gase aufstiegen. Im Labor gelang es ihm, aus der darunter anstehenden bituminösen Steinkohle das brennbare Gas durch Erhitzen zu gewinnen und in einer Schweinsblase aufzufangen. Wenn er diese anschließend mit einer Nadel anstach, ließ sich das Gas kontrolliert abbrennen. Seine Entdeckung blieb jedoch unbeachtet. Sie wurde erst Jahrzehnte später in seinen schriftlichen Aufzeichnungen (im Archiv der Royal Society) wiederentdeckt und 1739 in den Philosophical Transactions veröffentlicht.